# احیای فکر اسلامی
مجموعه ای از سخنرانی‌های محمد اقبال در مورد فلسفه اسلامی است که در سال ۱۹۳۰ منتشر شد. این سخنرانی‌ها توسط اقبال در مدرس، حیدرآباد و علیگر ارائه شد. فصل آخر، «آیا دین ممکن است»، از نسخه آکسفورد ۱۹۳۴ به بعد به کتاب اضافه شد. اقبال خواستار بررسی مجدد مبانی فکری فلسفه اسلامی شد. این کتاب یکی از آثار مهم تفکر نوین اسلامی است. تأثیر عمده ای بر علی شریعتی، جامعه‌شناس ایرانی و دیگر اصلاح طلبان مسلمان معاصر، از جمله طارق رمضان داشت.

## فصل‌ها
دانش و تجربه دینی
آزمون فلسفی مکاشفات تجربه دینی
مفهوم خدا و معنای دعا
نفس انسانی - آزادی و جاودانگی او
روح فرهنگ مسلمانان
اصل حرکت در ساختار اسلام
آیا دین امکان‌پذیر است؟

## نظرات
دیوید سموئل مارگولیوث، شرق‌شناس و استاد زبان عربی در دانشگاه آکسفورد، می‌نویسد: «از قانون قرآنی ارث که سهم مرد را برابر دو زن می‌داند، برتری مرد بر زن استنباط می‌شد لکن اقبال معتقد است که چنین فرضی با روح اسلام تناقض دارد چون قرآن همچنین می‌گوید: حقوق زنان بر مردان مانند حقوق مردان بر زنان است. ویلیام اوون کارور مشاهده کرد که هدف او [اقبال] بازسازی فلسفه دینی مسلمانان با توجه به سنت‌های فلسفی اسلام و سنت‌های اخیر بود. ادوارد هلمز خاطرنشان کرد: «یکی از انگیزه‌های اقبال تشویق هموطنان خود به کشف ریشه‌های فرهنگی خود پس از سال‌ها حکومت استعماری بریتانیا بود. اما هدف او همچنین فراتر رفتن از مرزهای محدود هویت ملی به منظور ایجاد «پل» بین مردمان فرهنگ‌ها و سنت‌های مذهبی مختلف بود.